# Tullio Montagna
Tullio Montagna (Broni, 21 maggio 1943 – Pavia, 27 dicembre 2024) è stato un politico italiano, presidente della Provincia di Pavia dal 1988 al 1993 e poi senatore della Repubblica dal 1996 al 2001.

## Biografia
Esponente del Partito Comunista Italiano, dagli anni '80 è consigliere comunale a Broni. Nel maggio 1988 viene eletto consigliere provinciale e il 16 ottobre successivo diventa presidente della provincia di Pavia. Dopo la svolta della Bolognina aderisce al Partito Democratico della Sinistra. Alle elezioni provinciali del 1993 si ricandida a presidente della provincia pavese, sostenuto dal PDS: ottiene il 15,2% dei voti e manca l'accesso al ballottaggio, viene comunque rieletto in consiglio provinciale.
Alle elezioni politiche del 1996 viene eletto senatore, vincendo il collegio uninominale di Pavia per L'Ulivo, con il 37%. Nel 1998 confluisce nei Democratici di Sinistra. Nel 2001 si ricandida al Senato per l'Ulivo nel collegio di Pavia, ottenendo il 34,9% dei voti e venendo sconfitto dal candidato del centrodestra, conclude quindi il proprio mandato parlamentare.